# Trigonoptera trikora
Trigonoptera trikora är en skalbaggsart som beskrevs av J. Linsley Gressitt 1984. Trigonoptera trikora ingår i släktet Trigonoptera och familjen långhorningar.
Artens utbredningsområde är Irian Jaya. Inga underarter finns listade i Catalogue of Life.